# Artjom Antonevitch
Artjom Antonevitch (russisch Артём Андреевич Антоневич; * 27. Oktober 1993 in Moskau, Russland) ist ein russisch-deutscher Handballspieler, der zumeist auf Rechtsaußen eingesetzt wird.

## Karriere
Der 1,79 m große und 89 kg schwere Linkshänder begann bei der TSG Emmerthal mit dem Handballspiel. 2010 kam er in die Jugendabteilung von GWD Minden. Mit der A-Jugend-Mannschaft gewann er die Nord-Staffel der A-Jugend Handball-Bundesliga 2011/12 und warf sein Team mit 11 Toren gegen die SG Flensburg-Handewitt ins Halbfinale. Dort unterlag er der Handballakademie des VfL Gummersbach. Ab 2012 stand er im Aufgebot sowohl für die Bundesliga als auch für die 3. Liga. Am 12. September 2012 gab er sein Bundesliga-Debüt beim THW Kiel, bei dem er auch seinen ersten Treffer erzielte. Im Sommer 2015 wechselte er zum TV Emsdetten. Am 21. Dezember 2016 verkündete der TV Emsdetten die Vertragsauflösung mit Antonevitch. Für Emsdetten erzielte er 133 Tore in 45 Spielen. Nachdem Antonevitch anschließend vertragslos war, schloss er sich zur Saison 2017/18 der HSG Burgwedel an. Seit der Saison 2020/21 läuft Antonevitch für den MTV Braunschweig auf. 2023 wechselte er zu den Sportfreunden Söhre.
Nachdem er für die Junioren-Weltmeisterschaft 2011 noch nicht für Deutschland spielberechtigt war, debütierte er am 26. Februar 2012 in Hamm gegen Polen.

## Bundesligabilanz
| Saison  | Verein       | Spielklasse   | Spiele | Tore | 7-Meter | Feldtore |
| ------- | ------------ | ------------- | ------ | ---- | ------- | -------- |
| 2012/13 | GWD Minden   | Bundesliga    | 8      | 3    | 1       | 2        |
| 2013/14 | GWD Minden   | Bundesliga    | 10     | 21   | 0       | 1        |
| 2016/17 | TV Emsdetten | 2. Bundesliga | 44     | 144  | 22      | 122      |
| 2012/17 | gesamt       | Bundesliga    | 62     | 168  | 23      | 121      |

## Privates
Artjom Antonevitch stammt aus einer Sportlerfamilie, die 1993 nach Deutschland kam. Sein Vater Andrej wurde mit Russland Handball-Weltmeister 1993, seine Mutter Marina war russische Weitsprung-Meisterin und seine ältere Schwester Nastja spielte ebenfalls Handball.